# Tentative d'assassinat
 (mai 2025).

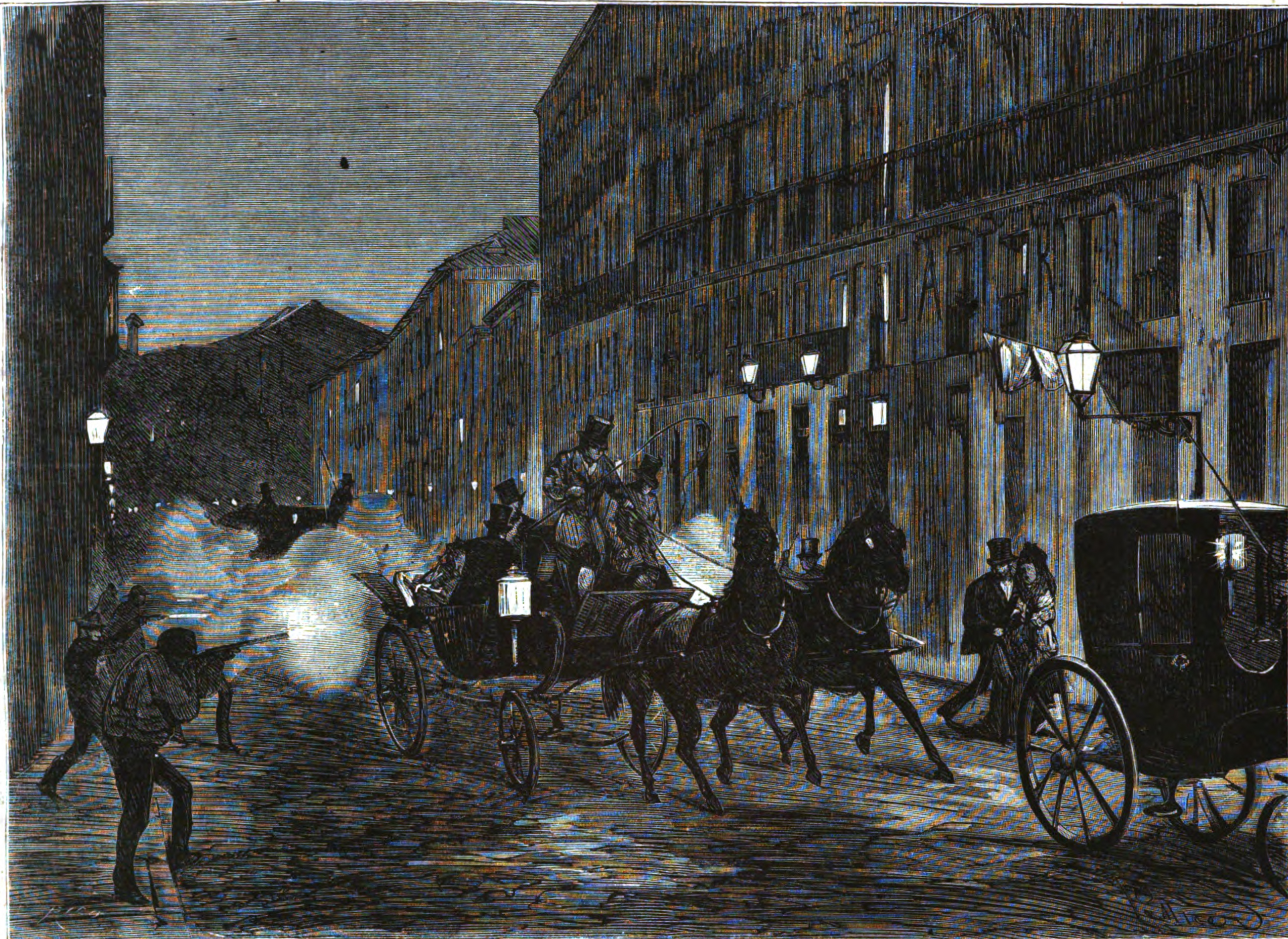
Tentative d'assassinat du roi d'Espagne Amédée Ier en 1872.

La tentative d'assassinat est une action qui vise à assassiner une personne, c'est-à-dire dont le but est de la tuer volontairement et de manière préméditée, que le passage à l'acte soit effectif ou non et que la mort de la personne visée ait effectivement lieu ou non.

## Droit français
En droit français, sauf cas prévus par la loi (légitime défense), la tentative en elle-même n'est pas une infraction : dès lors qu'il y a une tentative caractérisée, son auteur pourra être puni des faits de l'infraction tentée, et pour le même quantum de peine.
L'article 221-3 du code pénal dispose que « Le meurtre commis avec préméditation ou guet-apens constitue un assassinat. Il est puni de la réclusion criminelle à perpétuité ».
La tentative est prévue à l'article 121-4 2° du même code. Elle assimile la tentative à l'infraction initiale, de façon automatique pour les crimes, et lorsque la loi le prévoit, pour les délits. L'article suivant précise les conditions pour que la tentative soit constituée :
- Un commencement d'exécution ;
- Une interruption ou un échec, pour des raisons indépendantes de la volonté de son auteur[3].

## Droit canadien
En droit canadien, peu importe si le meurtre envisagé aurait été au premier degré (préméditation et propos délibéré) ou au deuxième degré (autres meurtres), l'infraction pour la tentative de commettre ce crime se nomme tentative de meurtre, c'est-à-dire qu'il n'existe pas de différence entre une tentative d'assassinat ̈(qui n'est pas un terme juridique) et une tentative de meurtre sur le plan des infractions. Cependant, dans la détermination de la peine, le juge peut tenir compte de circonstances aggravantes ou atténuantes qui peuvent distinguer une tentative de meurtre sur le plan des faits par rapport à une autre.